# Rob S. Bowman

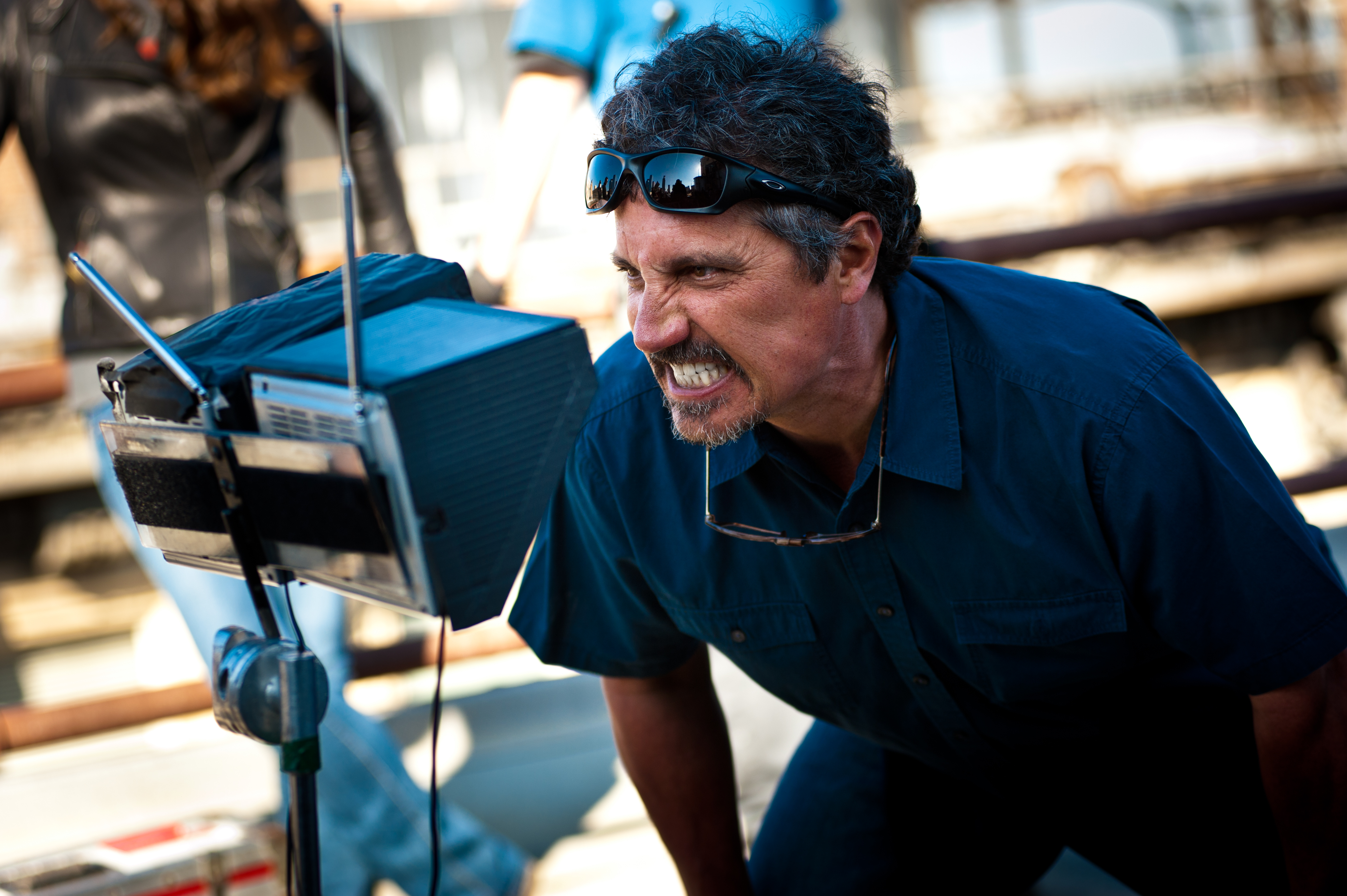
Rob Bowman (2012)

Rob Stanton Bowman (* 15. Mai 1960 in Wichita Falls, Texas) ist ein US-amerikanischer Fernseh- und Filmregisseur.

## Leben
Bowman ist Sohn des Filmproduzenten und Regisseurs Chuck Bowman. Er führte bei vielen Fernsehserien und Spielfilmen Regie. 1987 war er mit 27 Jahren der jüngste je bei der Serie Star Trek arbeitende Regisseur.
Auch arbeitete er als beteiligter Produzent (engl. associate producer) an der Serie Das A-Team und als Produzent (engl. producer) an unzähligen Episoden der Serie Akte X – Die unheimlichen Fälle des FBI und der Krimiserie Castle.

## Filmografie als Regisseur

### Fernsehserien
- The Rookie
- Castle
- MacGyver
- Baywatch – Die Rettungsschwimmer von Malibu (Baywatch)
- Raumschiff Enterprise: Das nächste Jahrhundert (Star Trek: The Next Generation)
- Parker Lewis – Der Coole von der Schule (Parker Lewis Can't Lose)
- Akte X – Die unheimlichen Fälle des FBI (The X-Files)
- Dark Shadows
- D.E.A. – Krieg den Drogen

### Spielfilme
- 1993: Cool Blades – Nur der Sieg zählt (Airborne)
- 1998: Akte X – Der Film (The X-Files)
- 2002: Die Herrschaft des Feuers (Reign of Fire)
- 2005: Elektra

## Auszeichnungen
Für seine Arbeit an Akte X wurde Rob Bowman viermal für den Emmy nominiert.